# Saison 3 de The Office
Chronologie
Saison 2 Saison 4
La troisième saison de The Office, une série télévisée américaine créée par Ricky Gervais et Stephen Merchant, est diffusée pour la première fois aux États-Unis du 21 septembre 2006 au 17 mai 2007 sur NBC. La saison comporte 25 épisodes, dont 17 épisodes d'une demi-heure, quatre épisodes de 40 minutes et deux épisodes d'une heure.
Adaptation américaine développée par Greg Daniels de la série télévisée britannique du même nom, The Office met en scène sous forme de documenteur le quotidien d'employés de bureau de l'entreprise de papier fictive Dunder Mifflin, située à Scranton en Pennsylvanie. La distribution principale est composée de Steve Carell, Rainn Wilson, John Krasinski, Jenna Fischer et B. J. Novak. Les seconds rôles sont interprétés par Melora Hardin, David Denman, Leslie David Baker, Brian Baumgartner, Kate Flannery, Mindy Kaling, Angela Kinsey, Paul Lieberstein, Oscar Nuñez et Phyllis Smith.
La saison marque le départ de Jim Halpert (John Krasinski) de Scranton à Stamford, et introduit simultanément Rashida Jones (Karen Filippelli) et Ed Helms (Andy Bernard), tous deux membres de Dunder Mifflin Stamford, en tant que personnages récurrents. Helms est promu par la suite au statut d'acteur régulier de la série. L'intrigue principale des premiers épisodes de la saison concerne une question récurrente dans les saisons 1 et 2 — le problème de la réduction des effectifs de l'entreprise. Dans la deuxième moitié de la saison, les relations au sein du bureau — en particulier celles entre Pam, Jim et Karen, Dwight et Angela, ainsi que Michael et Jan Levinson — deviennent également des éléments majeurs de l'intrigue.
La troisième saison de The Office est diffusée le jeudi aux États-Unis à 20 h 30. Cette saison voit ses audiences augmenter par rapport à la précédente. En outre, la série continue de recevoir les éloges de la critique qui avaient commencé lors de la deuxième saison de la série. Universal Pictures Home Entertainment publie la saison en DVD le 4 septembre 2007 dans la région 1 et le 21 juillet 2008 dans la région 2. Le DVD contient les 25 épisodes de la saison, mais les épisodes Le Départ de Dwight et Le Retour de Dwight sont condensés en un seul épisode. Le coffret de quatre disques contient les commentaires des créateurs, des scénaristes, des acteurs et des réalisateurs de la série pour certains épisodes, ainsi que des scènes coupées de tous les épisodes.

## Synopsis
La saison commence par un bref retour en arrière (et des images supplémentaires) du dernier épisode de la deuxième saison, lorsque Jim embrasse Pam et lui avoue ses sentiments pour elle. Jim est transféré à Stamford après que Pam a confirmé son intention d'épouser Roy. Au fil de la saison, la direction est contrainte de fusionner l'équipe de Stamford au sein de la filiale de Scranton. Dans le transfert, outre Jim, sont compris Karen Filippelli, sa nouvelle petite amie, et le colérique et ambitieux Andy Bernard. Entre Pam, nouvellement célibataire après avoir annulé son mariage avec Roy, Jim qui a encore des sentiments pour elle et Karen, la situation n'est pas simple d'autant plus que Pam se remet un moment avec Roy. La relation entre Michael et Jan s'intensifie ce qui amène Jan à se comporter bizarrement au bureau tandis que Dwight et Angela continuent leur liaison secrète. Dans le dernier épisode, Jim, Karen et Michael postulent pour un poste au siège central, poste qui se trouve être celui de Jan, licenciée en raison de ses maigres performances. Bien que gagnant, Jim rejette l'offre, préférant à la place retourner à Scranton sans Karen pour y proposer un rendez-vous à Pam, ce qu'elle accepte avec plaisir. Dans la dernière scène, il est révélé que Ryan a obtenu le poste de Jan grâce à ses résultats à l'école de commerce,,.

## Distribution

### Acteurs principaux
- Steve Carell (VF : Constantin Pappas) : Michael Scott, directeur régional de la succursale de Scranton de Dunder Mifflin[9]. Librement inspiré de David Brent, incarné par Ricky Gervais dans la version britannique[10], Scott est un homme ignorant et solitaire, qui tente de se faire des amis en amusant ses employés, au risque de se ridiculiser.
- Rainn Wilson (VF : Philippe Siboulet) : Dwight Schrute, inspiré du personnage Gareth Keenan. Il est l'assistant du directeur régional (« assistant to the regional manager »), bien qu'il préfère qu'on l'appelle simplement assistant directeur régional (« assistant regional manager »)[11].
- John Krasinski (VF : Stéphane Pouplard) : Jim Halpert, un représentant commercial farceur, inspiré de Tim Canterbury, qui est amoureux de Pam Beesly, la réceptionniste[12].
- Jenna Fischer (VF : Amélie Gonin) : Pam Beesly, basée sur Dawn Tinsley. Elle est une réceptionniste timide, souvent de mèche avec Jim pour faire des farces à Dwight[13].
- B. J. Novak (VF : Thibaut Belfodil) : Ryan Howard, le stagiaire[13].

### Acteurs secondaires
- Melora Hardin (VF : Laurence Bréheret) : Jan Levinson-Gould, vice-présidente des ventes régionales.
- David Denman (VF : Jérôme Berthoud) : Roy Anderson, un employé de l'entrepôt et le fiancé de Pam.
- Ed Helms (VF : Olivier Cordina) : Andy Bernard, un vendeur chic avec des problèmes de colère, qui est transféré de la succursale de Stamford.
- Leslie David Baker (VF : Bruno Henry) : Stanley Hudson, un vendeur grincheux.
- Brian Baumgartner (VF : Yves-Henri Salerne) : Kevin Malone, un comptable simple d'esprit.
- Kate Flannery (VF : Marie-Christine Robert) : Meredith Palmer, représentante des relations d'approvisionnement alcoolique et désinhibée.
- Mindy Kaling (VF : Audrey Sablé) : Kelly Kapoor, la représentante du service clientèle obsédée par la culture pop.
- Angela Kinsey (VF : Josy Bernard) : Angela Martin, une comptable autoritaire amoureuse de Dwight.
- Paul Lieberstein (VF : Martin Brieuc) : Toby Flenderson, représentant des ressources humaines au regard triste.
- Oscar Nuñez (VF : Tony Joudrier) : Oscar Martinez, un comptable intelligent.
- Phyllis Smith (VF : Marie-Martine) : Phyllis Lapin, une vendeuse timide et sympathique.

### Acteurs récurrents
- Rashida Jones (VF : Julie Dumas) : Karen Filippelli, une vendeuse transférée de la succursale de Stamford ; elle constitue le nouvel amour de Jim.
- Creed Bratton (VF : Frédéric Cerdal) : Creed Bratton, le responsable mystérieux de l'assurance qualité du bureau.
- Craig Robinson (VF : Pascal Vilmen) : Darryl Philbin, responsable de l'entrepôt.
- Andy Buckley (VF : Jacques Faugeron) : David Wallace, le directeur financier de Dunder Mifflin[14].

Version française
- Société de doublage : Libra Films
- Direction artistique : Martin Brieuc
- Adaptation : Isabelle Gueguen et Sylvie Abou Isaac

 Source et légende : version française (VF) sur RS Doublage , Allodoublage et Doublage Séries Database.

## Production
La troisième saison de The Office est produite par Reveille Productions et Deedle-Dee Productions, en association avec NBC Universal Television Studios. La série est basée sur la série britannique du même nom créée par Ricky Gervais et Stephen Merchant, qui produisent la série et écrivent l'épisode L'Ex-taulard. The Office est produite par Greg Daniels, qui en est également le producteur exécutif et le show runner. Parmi les scénaristes de la saison précédente, on retrouve Daniels, Michael Schur, Gene Stupnitsky, Lee Eisenberg, Jennifer Celotta, Mindy Kaling, Paul Lieberstein et B. J. Novak. Brent Forrester, Justin Spitzer et Caroline Williams rejoignent l'équipe de scénaristes pour la troisième saison.
Les épisodes de la troisième saison sont réalisés par douze réalisateurs différents. Ken Kwapis, Ken Whittingham, Daniels, Randall Einhorn, Tucker Gates, Jeffrey Blitz et Harold Ramis réalisent tous plusieurs épisodes. Les autres réalisateurs ne réalisent qu'un seul épisode de la saison. Gordon, Kwapis, Whittingham et Daniels ont déjà réalisé des épisodes des deux saisons précédentes. La saison est également marquée par la présence de Joss Whedon et J. J. Abrams à la réalisation de certains épisodes,. Bien que The Office soit principalement filmé sur un plateau de studio aux Valley Center Studios à Van Nuys, en Californie, la ville de Scranton, en Pennsylvanie, où se déroule la série, est utilisée pour réaliser le générique.
La série est renouvelée avant la diffusion du quatorzième épisode de la deuxième saison, La moquette. Jenna Fischer, une des actrices principales de la série, fait remarquer qu'« il est rare dans ce métier de savoir qu'une série est renouvelée aussi tôt », mais que la NBC était très satisfaite des résultats de la série. Il est annoncé à tort que la série se termine en mars 2006. Fischer explique par la suite que même si la saison se termine — en réalité en mai — la série va se poursuivre.

## Accueil

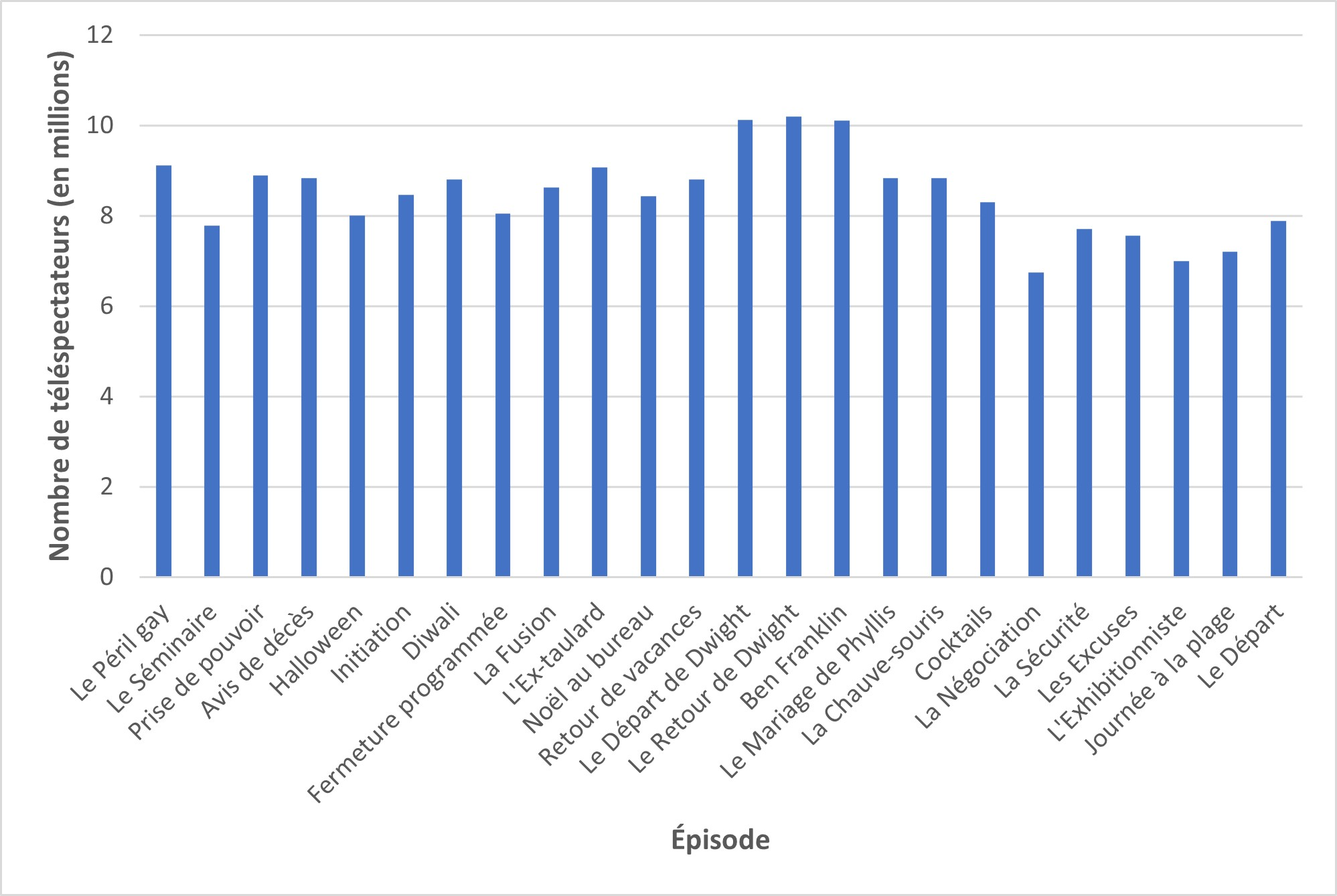
Audiences de la troisième saison de The Office aux États-Unis.

### Audiences
Le premier épisode de la troisième saison, Le Péril gay, obtient une note de 5,7/9 sur l'échelle de Nielsen, ce qui signifie qu'en moyenne, 5,7 % des foyers à un moment donné regardent la série et que 9 % de toutes les télévisions utilisées à ce moment-là regardent la série. Le premier épisode est regardé par 9,1 millions de téléspectateurs, ce qui constitue une légère augmentation par rapport au premier épisode de la deuxième saison, La Remise des prix,. Au début de la saison, la série commence à dépasser le nombre de téléspectateurs de son programme principal, Earl. La saison enregistre sa plus faible audience avec le dix-neuvième épisode La Négociation, regardé par 6,74 millions de téléspectateurs. Le dernier épisode de la saison, Le Départ, est regardé par 7,88 millions de téléspectateurs, ce qui représente une augmentation par rapport au dernier épisode de la deuxième saison, La Soirée Casino. La série se classe au 68e rang pour la saison télévisuelle 2006-2007 aux États-Unis, reculant d'une place par rapport à la saison précédente. Malgré cela, la troisième saison de la série est légèrement plus regardée que la précédente : elle rassemble en moyenne 8,3 millions de téléspectateurs et obtient un score de 4,1/11 dans les classements Nielsen, ce qui signifie qu'en moyenne 4,1 % des téléspectateurs âgés de 18 à 49 ans regardent la série à un moment donné et que 11 % de tous les téléviseurs utilisés à ce moment-là sont branchés sur le programme. La série se classe également au 28e rang des séries les plus regardées dans la tranche d'âge 18-49 ans.

### Critiques
La troisième saison de The Office est reçue avec enthousiasme par la critique. Le site d'agrégation de critiques Metacritic lui attribue une note de 85 sur 100, ce qui correspond à une « acclamation universelle ». Travis Fickett d'IGN considère que « dans sa troisième saison, The Office continue d'être l'une des séries les plus intelligentes, les plus drôles et les plus sympathiques de la télévision »,. Meeta Agrawal, rédactrice d'Entertainment Weekly, fait l'éloge de la série pour avoir séparé l'action entre Jim à Stamford et le reste des personnages à Scranton, un exploit qui, selon elle, « aurait pu être désastreux » pour d'autres séries. De plus, il soutient que cette décision permet au public « d'apprécier encore plus [les personnages] »,. Il accorde finalement un « A- » à la saison. Francis Rizzo III de DVD Talk qualifie la saison « d'année exceptionnelle pour l'équipe de Scranton » et salue « 21 épisodes incroyablement drôles » entre le début et la fin de la saison qui en font « une excellente saison de l'une des séries les plus drôles à la télévision »,.
La troisième saison est la première à comporter des épisodes d'une heure, avec Noël au bureau et Le Départ. Alors que la saison suivante sera critiquée pour son utilisation excessive d'épisodes d'une heure, les deux épisodes plus longs de la troisième saison sont bien reçus,,. Bien que la troisième saison comporte des chansons grand public dans sa bande sonore, beaucoup d'entre elles datent de plusieurs décennies. Daniels explique plus tard que « nos chansons ne concernent pas l'identité de la série dans son ensemble. Chaque chanson reflète des éléments personnels d'un personnage, ou les émotions du personnage à ce moment-là »,.

### Distinctions
La troisième saison de The Office est nommée sept fois lors de la 59e cérémonie des Primetime Emmy Awards, et remporte le prix du meilleur scénario pour une série télévisée comique pour l'épisode Le Péril gay, ainsi que le prix du meilleur montage à caméra unique pour une série comique pour l'épisode Le Départ. The Office est également nommée au Primetime Emmy Award de la meilleure série télévisée comique, prix finalement décerné à 30 Rock. Parmi les autres nominations reçues par la série aux Primetime Emmy Awards figurent celle du meilleur acteur dans une série télévisée comique pour Steve Carell dans le rôle de Michael Scott, celle du meilleur acteur dans un second rôle dans une série télévisée comique pour Rainn Wilson dans le rôle de Dwight Schrute, celle de la meilleure actrice dans un second rôle dans une série télévisée comique pour Jenna Fischer dans le rôle de Pam Beesly, celle de la meilleure réalisation pour une série télévisée comique pour Ken Kwapis et l'épisode Le Péril gay et celle du meilleur scénario pour une série télévisée comique pour Michael Schur et l'épisode La Négociation.

## Liste des épisodes

### Épisode 1:Le Péril gay
- États-Unis : 21 septembre 2006[39]
- France : 7 septembre 2008[40]

- États-Unis : 9,1 millions de téléspectateurs[41]

Michael Scott apprend qu'Oscar est homosexuel après l'avoir traité de « pédé ». En tentant de s'excuser, Michael révèle par inadvertance son homosexualité à tout le bureau. Son séminaire tourne au fiasco et il est réprimandé par Jan. Lorsqu'Oscar menace de démissionner, Michael essaie de se réconcilier avec lui, d'abord en le serrant dans ses bras, puis en l'embrassant sur les lèvres. Oscar reçoit trois mois de congé payé et l'accès à une voiture de fonction en échange de sa promesse de ne pas poursuivre Dunder Mifflin en justice.
Il est révélé que Pam a confirmé à Jim son intention d'épouser Roy après leur baiser. Cependant, quelques jours avant le mariage, Pam a pris peur et a décidé de tout annuler. Elle a ensuite emménagé dans son propre appartement et a commencé à suivre des cours d'art. Le rejet de Pam a plongé Roy dans une spirale destructrice, qui a culminé avec son arrestation pour conduite en état d'ivresse. Lors d'une interview avec l'équipe de tournage, il promet de reconquérir Pam.

### Épisode 2:Le Séminaire
- États-Unis : 28 septembre 2006[39]
- France : 14 septembre 2008[40]

- États-Unis : 7,8 millions de téléspectateurs[41]

Michael et Dwight partent pour la convention annuelle sur les fournitures de bureau à Philadelphie, où ils rencontrent Josh, le gestionnaire de Dunder Mifflin Stamford, et Jim. Michael est amer que Jim ait quitté Scranton pour Stamford et essaie de surpasser Josh à chaque fois qu'il en a l'occasion. Michael annonce également qu'il organise une fête dans sa chambre d'hôtel le soir-même. Plus tard dans la soirée, il surprend tout le monde en annonçant avoir brisé l'exclusivité de Staples sur les produits Hammermill. Pendant ce temps, Angela attend dans la chambre d'hôtel de Dwight qu'il veuille passer du temps avec lui. Dans l'espoir de faire une farce à Dwight, Jim se procure la clé de sa chambre d'hôtel. En ouvrant la porte, il entend et voit Angela sans se rendre compte que c'est elle ; Jim pense plutôt qu'il s'agit d'une prostituée que Dwight a commandée, se demandant avec joie à qui le dire.

### Épisode 3:Prise de pouvoir
- États-Unis : 5 octobre 2006[39]
- France : 21 septembre 2008[40]

- États-Unis : 8,9 millions de téléspectateurs[41]

Jan réprimande Michael lorsqu'elle découvre que celui-ci convoque tout le bureau dans la salle de conférence tous les lundis pour regarder un film. Angela pousse Dwight à demander à Jan de lui confier le poste de Michael. Après sa rencontre délicate avec Dwight, qui déclare qu'il peut être un meilleur patron que Michael, Jan appelle Michael et exige qu'il prenne le contrôle de sa succursale.
La succursale de Stamford joue à Call of Duty sous le couvert d'un exercice de renforcement de l'esprit d'équipe. Novice en la matière, Jim joue mal et s'attire les foudres de ses coéquipiers. Au moment de rentrer chez lui, il fait semblant de lancer une grenade sur Karen, qui réagit en créant une fausse explosion avec des trombones. Karen regarde Jim partir de façon ambigüe.
Pendant ce temps, Pam décide de renouveler sa garde-robe après sa séparation avec Roy et commande de nouveaux vêtements. Lorsque les vêtements sont expédiés au bureau, Kelly insiste pour qu'elle défile à l'heure du déjeuner pour montrer son nouveau chemisier. Lorsque celle-ci attire l'attention, Pam conclut qu'elle est trop révélatrice.

### Épisode 4:Avis de décès
- États-Unis : 12 octobre 2006[39]
- France : 28 septembre 2008[40]

- États-Unis : 8,8 millions de téléspectateurs[41]

Jan annonce à Michael que son ancien patron, Ed Truck, est décédé. Bouleversé par la mort atroce d'Ed, Michael organise une séance de thérapie de deuil pour le bureau. Mais au lieu de raconter l'histoire de leurs proches décédés comme le veut Michael, les employés racontent des scènes de mort issues de films (Million Dollar Baby, Le Roi lion et Week-end chez Bernie). Michael se frustre face à l'indifférence du bureau à l'égard de la mort d'Ed. Pam comprend que Michael projette sa propre peur de ne pas être pleuré ou regretté sur la mort d'Ed.
Toby explique à Michael que la mort fait partie de la vie et prend pour exemple un oiseau qui s'est écrasé contre une fenêtre du rez-de-chaussée ce matin-là. Michael sort précipitamment, ramasse l'animal décédé et tente en vain de le réanimer. Il organise ensuite des funérailles dans le parking pour l'oiseau. Pam fabrique un cercueil de fortune et lit un discours préparé qui réconforte Michael et l'émeut visiblement. Elle se met ensuite à chanter On the Wings of Love tandis que Dwight l'accompagne avec sa flûte à bec. Le cercueil est placé dans une boîte remplie de papier déchiqueté, puis brûlé.

### Épisode 5:Initiation
- États-Unis : 19 octobre 2006[39]
- France : 5 octobre 2008[40]

- États-Unis : 8,5 millions de téléspectateurs[41]

### Épisode 6:Diwali
- États-Unis : 2 novembre 2006[39]
- France : 12 octobre 2008[40]

- États-Unis : 8,8 millions de téléspectateurs[41]

### Épisode 7:Fermeture programmée
- États-Unis : 9 novembre 2006[39]
- France : 19 octobre 2008[40]

- États-Unis : 8 millions de téléspectateurs[41]

### Épisode 8:La Fusion
- États-Unis : 16 novembre 2006[39]
- France : 26 octobre 2008[40]

- États-Unis : 8,63 millions de téléspectateurs[41]

### Épisode 9:L'Ex-taulard
- États-Unis : 30 novembre 2006[39]
- France : 2 novembre 2008[40]

- États-Unis : 9,07 millions de téléspectateurs[41]

### Épisodes 10 et 11:Noël au bureau
- États-Unis : 14 décembre 2006[39]
- France : 2 novembre 2008[40]

- États-Unis : 8,44 millions de téléspectateurs[41]

### Épisode 12:Retour de vacances
- États-Unis : 4 janvier 2007[39]
- France : 2 novembre 2008[40]

- États-Unis : 8,8 millions de téléspectateurs[41]

### Épisode 13:Le Départ de Dwight
- États-Unis : 11 janvier 2007[39]
- France : 9 novembre 2008[40]

- États-Unis : 10,12 millions de téléspectateurs[41]

### Épisode 14:Le Retour de Dwight
- États-Unis : 18 janvier 2007[39]
- France : 9 novembre 2008[40]

- États-Unis : 10,2 millions de téléspectateurs[41]

- Yvette Nicole Brown

### Épisode 15:Ben Franklin
- États-Unis : 1er février 2007[39]
- France : 9 novembre 2008[40]

- États-Unis : 10,11 millions de téléspectateurs[41]

### Épisode 16:Le Mariage de Phyllis
- États-Unis : 8 février 2007[39]
- France : 9 novembre 2008[40]

- États-Unis : 8,84 millions de téléspectateurs[41]

### Épisode 17:La Chauve-souris
- États-Unis : 15 février 2007[39]
- France : 16 novembre 2008[40]

- États-Unis : 8,84 millions de téléspectateurs[41]

### Épisode 18:Cocktails
- États-Unis : 22 février 2007[39]
- France : 16 novembre 2008[40]

- États-Unis : 8,30 millions de téléspectateurs[41]

### Épisode 19:La Négociation
- États-Unis : 5 avril 2007[39]
- France : 16 novembre 2008[40]

- États-Unis : 6,74 millions de téléspectateurs[41]

### Épisode 20:La Sécurité
- États-Unis : 12 avril 2007[39]
- France : 16 novembre 2008[40]

- États-Unis : 7,71 millions de téléspectateurs[41]

### Épisode 21:Les Excuses
- États-Unis : 26 avril 2007[39]
- France : 23 novembre 2008[40]

- États-Unis : 7,56 millions de téléspectateurs[41]

### Épisode 22:L'Exhibitionniste
- États-Unis : 3 mai 2007[39]
- France : 23 novembre 2008[40]

- États-Unis : 7 millions de téléspectateurs[41]

### Épisode 23:Journée à la plage
- États-Unis : 10 mai 2007[39]
- France : 23 novembre 2008[40]

- États-Unis : 7,2 millions de téléspectateurs[41]

### Épisodes 24 et 25:Le Départ
- États-Unis : 17 mai 2007[39]
- France : 23 novembre 2008[40]

- États-Unis : 7,88 millions de téléspectateurs[41]

## Sortie en DVD
| The Office: The Complete Third Season | | | | | | | |
| Détails | Détails | Détails | Détails | Caractéristiques | Caractéristiques | Caractéristiques | Caractéristiques |
| - 25 épisodes - Coffret de quatre disques - Aspect ratio 1.78:1 - Langues : - Anglais (Dolby Digital 5.1 Surround) - Sous-titres : - Anglais, Espagnol | - 25 épisodes - Coffret de quatre disques - Aspect ratio 1.78:1 - Langues : - Anglais (Dolby Digital 5.1 Surround) - Sous-titres : - Anglais, Espagnol | - 25 épisodes - Coffret de quatre disques - Aspect ratio 1.78:1 - Langues : - Anglais (Dolby Digital 5.1 Surround) - Sous-titres : - Anglais, Espagnol | - 25 épisodes - Coffret de quatre disques - Aspect ratio 1.78:1 - Langues : - Anglais (Dolby Digital 5.1 Surround) - Sous-titres : - Anglais, Espagnol | - Commentaires des acteurs, scénaristes et producteurs sur 8 épisodes - Scènes coupées de chaque épisode sauf La Négociation - Bêtisier - Kevin cuisine des trucs au bureau - Extraits de la NBC Primetime Preview 2006 présentée par The Office - Extraits de la 58e cérémonie des Primetime Emmy Awards - Enveloppes de Toby - Clip de Dwight Schrute - Clip Lazy Scranton - Interview de Joss Whedon - Vidéos du concours Faites votre propre promo | - Commentaires des acteurs, scénaristes et producteurs sur 8 épisodes - Scènes coupées de chaque épisode sauf La Négociation - Bêtisier - Kevin cuisine des trucs au bureau - Extraits de la NBC Primetime Preview 2006 présentée par The Office - Extraits de la 58e cérémonie des Primetime Emmy Awards - Enveloppes de Toby - Clip de Dwight Schrute - Clip Lazy Scranton - Interview de Joss Whedon - Vidéos du concours Faites votre propre promo | - Commentaires des acteurs, scénaristes et producteurs sur 8 épisodes - Scènes coupées de chaque épisode sauf La Négociation - Bêtisier - Kevin cuisine des trucs au bureau - Extraits de la NBC Primetime Preview 2006 présentée par The Office - Extraits de la 58e cérémonie des Primetime Emmy Awards - Enveloppes de Toby - Clip de Dwight Schrute - Clip Lazy Scranton - Interview de Joss Whedon - Vidéos du concours Faites votre propre promo | - Commentaires des acteurs, scénaristes et producteurs sur 8 épisodes - Scènes coupées de chaque épisode sauf La Négociation - Bêtisier - Kevin cuisine des trucs au bureau - Extraits de la NBC Primetime Preview 2006 présentée par The Office - Extraits de la 58e cérémonie des Primetime Emmy Awards - Enveloppes de Toby - Clip de Dwight Schrute - Clip Lazy Scranton - Interview de Joss Whedon - Vidéos du concours Faites votre propre promo |
| Dates de sortie | | | | | | | |
| Région 1 | Région 1 | Région 1 | Région 1 | Région 2 | Région 2 | Région 2 | Région 2 |
| 4 septembre 2007 | 4 septembre 2007 | 4 septembre 2007 | 4 septembre 2007 | 21 juillet 2008 | 21 juillet 2008 | 21 juillet 2008 | 21 juillet 2008 |

### Citations originales
1. ↑  (en) « It is rare in this business to hear news of a pickup so early ».
2. ↑  (en) « In its third season The Office continued to be one of the smartest, funniest and most likable shows on television ».
3. ↑  (en) « could have been disastrous ».
4. ↑  (en) « appreciate [the characters] even more ».
5. ↑  (en) « an outstanding year for the Scranton crew ».
6. ↑  (en) « unbelievably funny 21 episodes ».
7. ↑  (en) « a great stand-alone season from easily one of the funniest shows on TV ».
8. ↑  (en) « our songs are not about the show's identity as a whole. Each song reflects personal elements of a character, or the emotions of the character at the time ».
9. ↑  (en) « faggy ».
10. ↑  (en) « LIAR ».